# Marco Pomponio Matón
Marco Pomponio Matón (en latín, Marcus Pomponius Matho) fue un político y militar romano, hermano del cónsul del año 233 a. C., Manio Pomponio Matón.
Cónsul a su vez en 231 a. C. con Cayo Papirio Masón, participaron en la guerra contra los sardos y emplearon perros, que trajeron de Italia, para cazar a los habitantes de Cerdeña que se habían refugiado en los bosques y cuevas.
Por las mismas razones que se han mencionado en el caso de su hermano, se cree que él es el mismo Pomponio Matón que Tito Livio señala, como pretor en 217 a. C., el segundo año de la guerra contra Aníbal.
Matón falleció en el año 204 a. C., momento en el que era a la vez augur y decemvir sacrorum.